# 卡查馬卡坦尼卡大學
卡查馬卡坦尼卡大學（Universidad Técnica de Cajamarca）常被稱為卡查馬卡大學及UTC，是秘魯卡查馬卡最大的足球會，現時於秘超作賽。球隊於1964年成立，大部份時間都身處頂級聯賽。